# Corsier-sur-Vevey
Corsier-sur-Vevey je obec na jihozápadě Švýcarska, v okrese Riviera-Pays-d’Enhaut v kantonu Vaud. Nachází se nedaleko Ženevského jezera. Obec proslavil především Charlie Chaplin, který zde bydlel mezi lety 1953 a 1977. Žije zde přibližně 3 400 obyvatel.

## Geografie

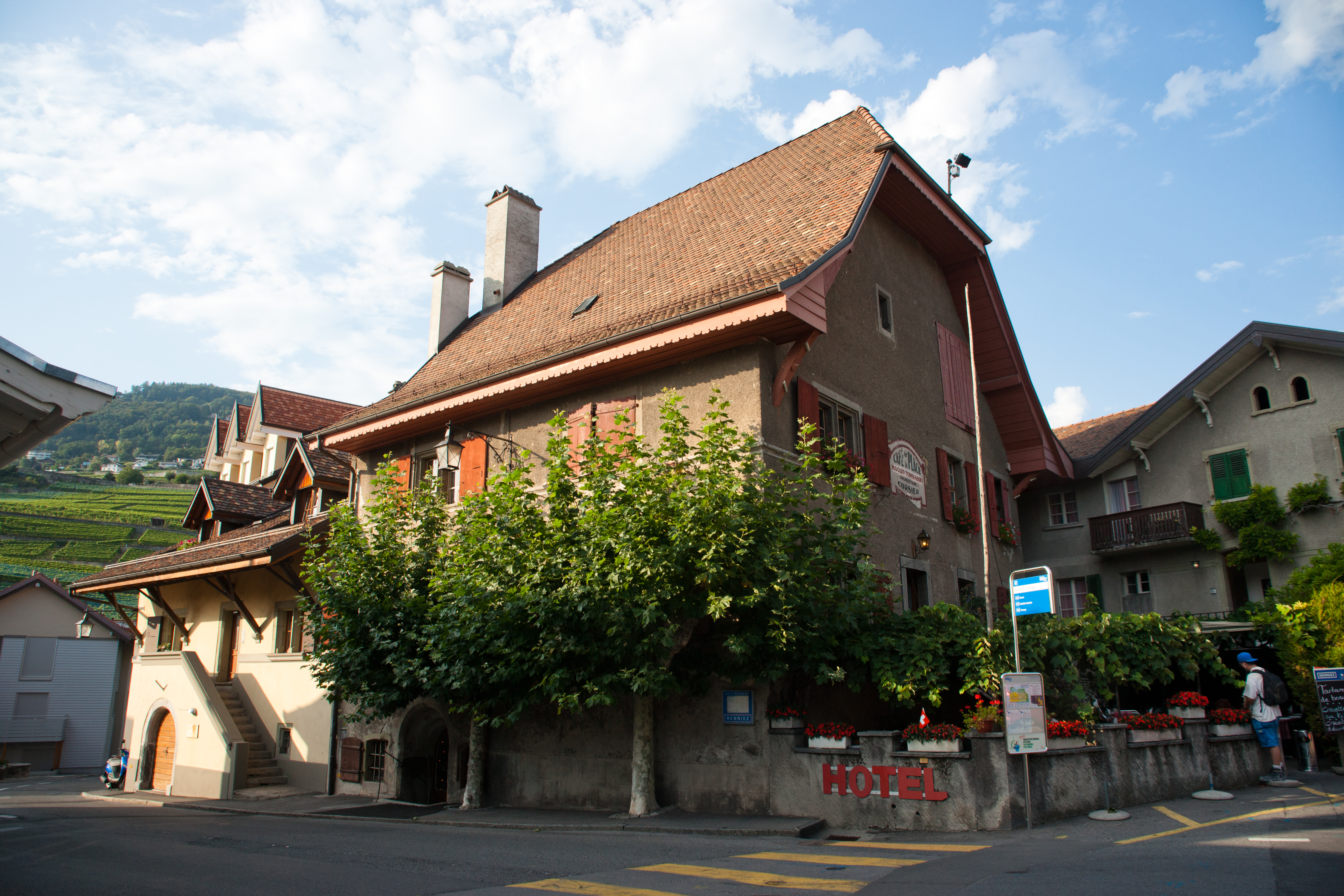
Café de la Place

Corsier-sur-Vevey leží v nadmořské výšce 420 m, 1 km severně od okresního města Vevey, v jeho těsném sousedství. Obec se nachází na mírně vyvýšené terase severně od náplavového kužele, který vytváří řeka Veveyse vlévající se do Ženevského jezera, na jižním úpatí hory Mont Pèlerin v jihovýchodním cípu obce Lavaux.
Území obce o rozloze 6,7 km² se rozkládá v blízkosti severovýchodního břehu Ženevského jezera. Území obce se rozkládá od náplavového kužele Veveyse v úzkém pásu na severovýchodě až pod Châtel-Saint-Denis a pokrývá pravý (severozápadní) bok údolí Veveyse. Hranici tvoří tok potoka, který se hluboko zařezává do údolí. Nejvyšší bod Corsier-sur-Vevey leží ve výšce 950 m n. m. na jižním svahu masivu Mont Vuarat. V roce 1997 bylo 19 % rozlohy obce pokryto zastavěnou plochou, 32 % lesy a lesními porosty, 48 % tvořily zemědělské plochy a přes 1 % neproduktivní půda.
Corsier-sur-Vevey zahrnuje průmyslovou osadu Fenil (545 m n. m.) na ostrohu nad Veveyse, rozptýlenou osadu Monts de Corsier (760 m n. m.) na jihovýchodním svahu Mont Vuarat a četné jednotlivé zemědělské podniky. Hustě osídlená je jižní část obce v sousedství města Vevey. Severní část vesnice je také zastavěna domy, ale s menší hustotou osídlení, tato část se nachází již v sousedství vesnice Corseaux. Sousedními obcemi Corsier-sur-Vevey jsou Blonay – Saint-Légier, Vevey, Corseaux, Chardonne a Jongny v kantonu Vaud a Attalens, Remaufens a Châtel-Saint-Denis v kantonu Fribourg.

## Historie
V oblasti Corsier-sur-Vevey byly objeveny hroby z období od pozdní antiky až po raný středověk. První zmínka o obci pochází z roku 1079 a nese název Corsie. Později se objevily názvy Corsiey (1147), Corsiacum (1179), Corgie (1180) a Corsiez (1453). Název místa je odvozen od římského rodového jména Curtius.
Corsier-sur-Vevey podléhalo od první zmínky biskupovi z Lausanne, ale koncem 11. století připadlo jako léno rodu Blonay. Ti v roce 1284 předali část léna pánům z Oronu. Po dobytí Vaudu Bernem v roce 1536 přešel Corsier-sur-Vevey pod správu Lausanne. Po pádu Staré konfederace patřila obec v letech 1798–1803 v období helvétského soustátí ke kantonu Léman, který byl poté po vstupu v platnost Ústavy o zprostředkování sloučen s kantonem Vaud. V roce 1798 byla přiřazena k okresu Vevey.
Corsier tvořil od středověku velkou farnost, k níž patřily také Chardonne, Corseaux a Jongny. Tyto obce se staly politicky samostatnými obcemi až po zrušení velké farnosti v roce 1816. K další významné změně hranic došlo v roce 1892, kdy byly od Corsier-sur-Vevey odděleny a k Vevey připojeny čtvrti Arabie, Plan-Dessous, Plan-Dessus, Sous-Crêts, Corsets a Faubourg-Saint-Antoine, ležící na okraji Vevey na náplavovém kuželu řeky Veveyse.

## Obyvatelstvo

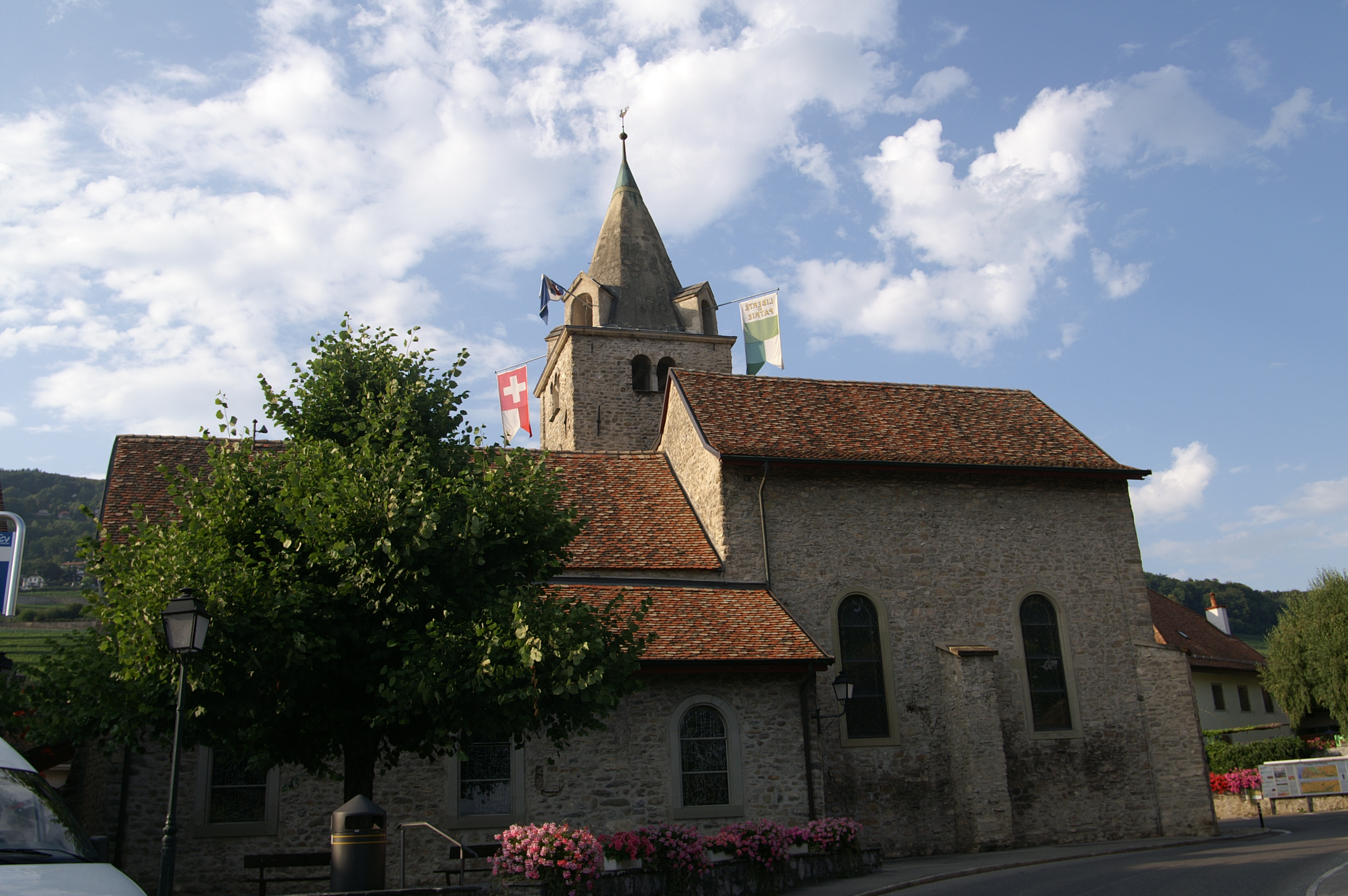
Kostel

| Rok            | 1764 | 1798 | 1850 | 1888 | 1900 | 1950 | 1990 | 2000 |
| Počet obyvatel | 689  | 896  | 1096 | 2676 | 1195 | 1535 | 3282 | 3200 |

## Hospodářství
Až do konce 19. století byla obec Corsier-sur-Vevey charakteristická především zemědělstvím. Poté se začala rozvíjet jako obytná, průmyslová a turistická obec.
I dnes hraje vinohradnictví (asi 20 ha) na optimálně osluněných svazích Lavaux nad obcí stále důležitou roli v obživě obyvatel. Kvalitní vína, která se zde vyrábějí, nesou označení Chardonne. Ve vyšších nadmořských výškách se provozuje zemědělství, mlékárenství a chov skotu.
Další pracovní příležitosti jsou k dispozici v obchodě a především ve službách. Kromě zboží denní potřeby se průmysl v Chardonne zaměřuje také na cestovní ruch. Vytvoření průmyslové a obchodní zóny Fenil přilákalo v posledních desetiletích do obce řadu podniků. V Corsier-sur-Vevey sídlí stavební a dopravní firmy, přesná mechanika a tabákový průmysl, biotechnologické centrum Serono a vinotéky. Nad obcí se nachází psychiatrická klinika Nant. Corsier-sur-Vevey se postupně vyvinulo v obytnou obec. Mnoho zaměstnanců dojíždí za prací do regionu Vevey-Montreux a v některých případech také do Lausanne.

## Doprava
Obec má dobré dopravní spojení. Leží těsně nad hlavní silnicí z Lausanne podél břehu jezera do Vevey, z níž odbočuje hlavní silnice 12 do Châtel-Saint-Denis. Nejbližší příjezd k dálnici A9 (Lausanne–Sion), která byla otevřena v roce 1970 a prochází územím obce, je vzdálen asi 2 km od centra obce. Corsier-sur-Vevey má autobusové spojení se železniční stanicí Vevey, která se nachází těsně za územím obce.

## Turismus a zajímavosti

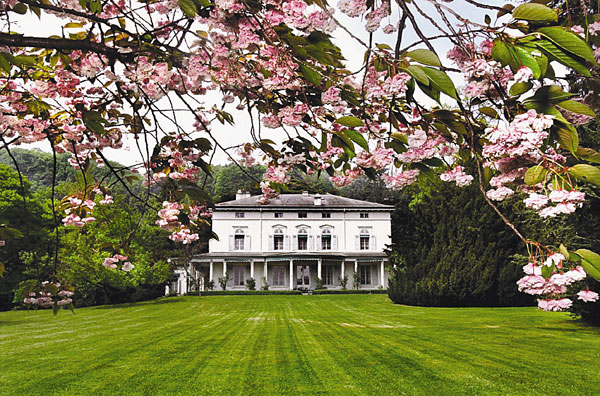
Zámeček Manoir de Ban

Farní kostel je připomínán od roku 1079. Do současného kostela byla začleněna věž románské předchozí stavby a části chóru s nástěnnými malbami z 15. století. Trojlodní loď a její boční kaple pocházejí z doby kolem roku 1600. Fara, postavená v roce 1592, byla přestavěna v 18. století.
K dalším významným stavbám patří Maison laïque (s renesančními sochami), dům bernského vinaře (1583–1585), Maison Cuénod a Maison De Montet (oba z 18. století), Hôtel de Ville (17. století) a zámek Châtelard (ze 17. a 18. století).
Zámeček Manoir de Ban, postavený v roce 1840, byl v letech 1953–1977 sídlem Charlieho Chaplina, který zde žil se svou ženou Oonou O'Neillovou a kde se narodily čtyři z jeho dětí. Oba jsou - stejně jako James Mason a Bronisław Huberman - pohřbeni na místním hřbitově. Na jeho počest se zde od roku 1982 každoročně koncem srpna pořádá pěší závod Chaplin Race. Tento závod probíhá po komunikacích a stezkách města.
V roce 2016 bylo v zámečku otevřeno muzeum Chaplinův svět.

## Osobnosti

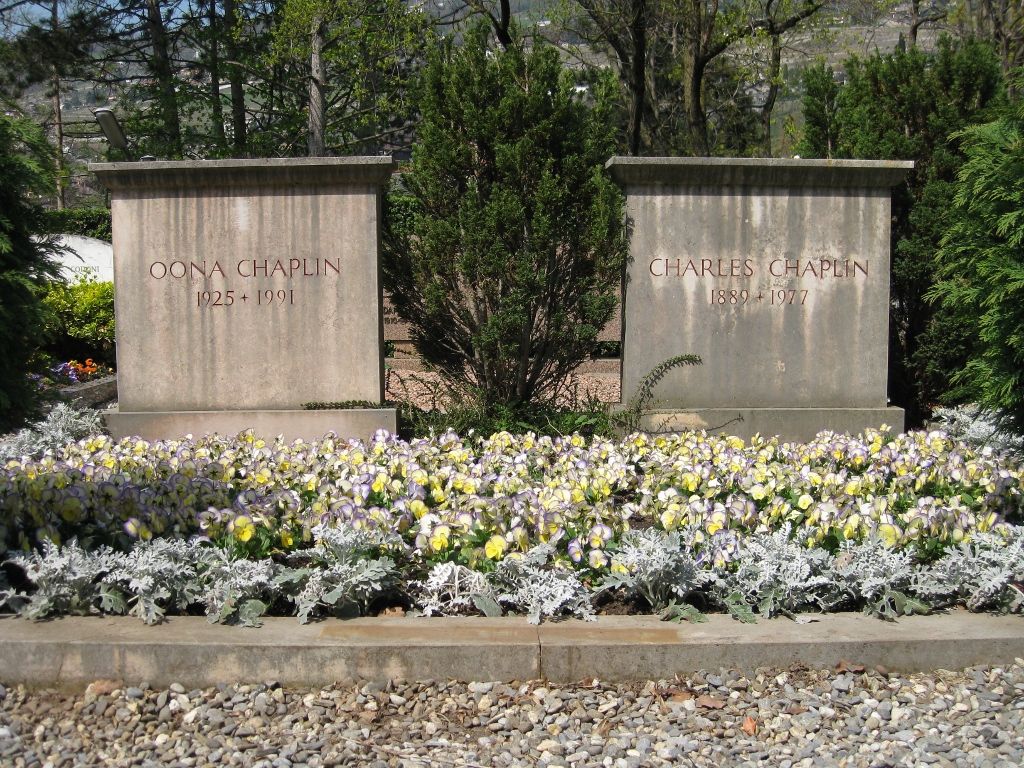
Hrob Charlie Chaplina a jeho ženy Oony O'Neillové

- Bronisław Huberman (1882–1947), houslista
- Charlie Chaplin (1889–1977), herec, žil v Manoir de Ban
- James Mason (1909–1984), herec
- Paul Chaudet (1904–1977), politik, prezident Švýcarské konfederace v letech 1959 a 1962